# Z̄el Keh-ye Soflá
Z̄el Keh-ye Soflá (persiska: ذيلَكِۀ سُفلَى, Z̄īlakeh-ye Soflá, ذل که سفلی) är en ort i Iran.   Den ligger i provinsen Västazarbaijan, i den nordvästra delen av landet, 700 km nordväst om huvudstaden Teheran. Z̄el Keh-ye Soflá ligger 795 meter över havet och antalet invånare är 235.
Terrängen runt Z̄el Keh-ye Soflá är platt söderut, men norrut är den kuperad. Runt Z̄el Keh-ye Soflá är det ganska glesbefolkat, med 39 invånare per kvadratkilometer. Närmaste större samhälle är Bahlūl Kandī, 19,1 km sydost om Z̄el Keh-ye Soflá. Trakten runt Z̄el Keh-ye Soflá består i huvudsak av gräsmarker.